# Giovanni Patroni
Giovanni Patroni (* 20. September 1869 in Neapel; † 13. August 1951 in Rom) war ein italienischer Archäologe, der den Lehrstuhl für Archäologie an der Universität Pavia und den an der Universität Mailand innehatte.

## Leben und Werk
In Rom studierte Patroni zunächst an der Scuola superiore d’archeologica, arbeitete ein Jahr in Griechenland und wurde Ispettore und Direttore der Amministrazione delle Antichità (scavi e musei), der für Ausgrabungen und Museen zuständigen Antikenverwaltung, dann 1897 Privatdozent. Er studierte bei Emanuele Loewy.
1901 wurde er nach Pavia berufen, zunächst als Extraordinarius, seit 1905 als Ordinarius. Er behielt aber seine Anstellung als Direktor bei der Antikenverwaltung. Damit wurden, was heute vermieden wird, die Funktionen von Bewertung und Schutz von Bodendenkmälern auf der einen Seite und Lehre und Forschung auf der anderen Seite in einer Person vereinigt.
1927 erhielt er eine Professur an der Universität Mailand, wo er das archäologische Institut begründete. Er wurde Mitglied der Accademia Nazionale dei Lincei und des Istituto Lombardo di Scienze e Lettere. Dazu verfasste er eine Reihe von Einträgen für die Enciclopedia Italiana Treccani. In den ersten Jahren sah sich das Institut erheblichen finanziellen Problemen gegenüber, von denen es sich erst im Laufe der 30er Jahre befreien konnte. Doch erst im Hochschuljahr 1936/37 konnte Patroni erstmals einen Assistenten einstellen, dem bald Dalma Folco Carozzi folgte, der mit einer Arbeit über Pompeji promoviert wurde. Patroni publizierte nicht nur in Fachzeitschriften und Lexika, sondern auch in der Presse, vor allem in Il Popolo d’Italia. 1940 ging Patroni in den Ruhestand. Ihm folgte von 1941 bis 1943 der Klassische Archäologe Alberto De Capitani d’Arzago im Amt.
Seine bis in die 1950er Jahre einflussreichen Arbeiten wurden vom faschistischen Regime Benito Mussolinis unterstützt, da Patroni seine gesellschaftlichen Ideale in die urgeschichtliche und antike Vergangenheit zurückprojizierte. Dies bezog sich etwa auf die Idee des faschistischen Regimes vom Primat des römischen Italien in der Entwicklung der klassischen Kultur.
Patroni stand der historischen Lehre des Regimes von der Überlegenheit der römischen Kultur in einer spezifischen Weise nahe. Schon in seinem 1927 erschienenen Werk Le origini preistoriche d'Italia e il suo destino storico legte er ein teleologisches Werk vor, das die Ur- und Frühgeschichte in den Dienst von Gegenwartsfragen stellte. Noch deutlicher zeigte sich dies in seinem 1937 in Mailand aufgelegten Werk La preistoria. Darin beschäftigte er sich u. a. mit der Terramare-Kultur, der Villanovakultur und den Etruskern. Die relative Homogenität der Nekropolen der Terramarekultur veranlasste Patroni dazu anzunehmen, dass die zugehörige Gesellschaft egalitärer Natur wäre und keinerlei individuellen Bodenbesitz gekannt habe. Auch mutmaßte er, die Aushebung von Gräben, die umfangreichen Aufgaben der Urbarmachung, d. h. vor allem der Entwaldung, und der Unterhalt der Straßen seien von ihnen in gemeinsamer Arbeit ausgeführt worden. Die seinerzeitige faschistische Geschichtsschreibung, die Autorität, Korporatismus und privaten Besitz als kulturbildend hervorhob, betonte daher die Überlegenheit der stärker hierarchisch organisierten Villanova-Kultur. Sie „riposa evidentemente sul lavoro e sulla proprietà individuale“, wie es im verklausulierten Ausdrucksmuster der faschistischen Zeit hieß, das Patroni in seinem 2. Band zur Vorgeschichte übernahm. Obwohl es Anzeichen der Kontinuität zwischen den beiden Kulturen gab, sei die Quelle der Überlegenheit der Villanovianer „ein Kult der Individualität und des Eigentums [gewesen], von denen sich kein Beispiel in den umwallten Pfahlbausiedlungen findet und finden wird“.
Zudem projizierte nicht nur das Regime seine gesellschaftlichen Positionen in die Vergangenheit, sondern auch Patroni diskreditierte die egalitäre urgeschichtliche Gesellschaft als rückständig, abergläubisch, ungebildet und unmoralisch. Ihr fehlte zudem der Sinn für die Familie und die Frömmigkeit. Da sich bei ihnen weder ein herausragendes Grab noch eine größere Hütte fand, folgerte Patroni, es habe kein Oberhaupt der Dörfer gegeben, hingegen hätten entweder die Älteren oder die Stärkeren sich zusammengefunden und tyrannisch über die Arbeit des Einzelnen verfügt. Auch hätten sie keine Priesterschaft gekannt. Diese Lebensweise, und infolgedessen ein diffuses „esaurimento“ (Erschöpfung) seien die Ursache gewesen, warum die Siedlungen aufgegeben wurden und das Volk ausgewandert sei.
1937 schuf Patroni den Begriff „Protovillanova“ und verband das Auftreten der Brandgräberfelder mit der über die Adria erfolgten Ankunft von indoeuropäisch sprechenden Personengruppen aus dem Balkan-Donauraum. In ihnen sah er wiederum direkte Vorfahren der Träger der früheisenzeitlich-italischen Villanovakultur. Diese Thesen von einer ethnisch begründeten kulturellen Überlegenheit wurden jedoch durch spätere Forschungen obsolet. Sie zeigten, dass es komplexe Kulturen bereits lange vor den Zuwanderungen gab. Zudem wurde auch die ethnische Deutung selbst erheblich komplexer, sehr viel weiter zurückweisende Einwanderungen aus dem Nahen Osten kamen in den Blick, die Entstehung von Ethnien wird gänzlich anders gezeichnet.
Auch nach dem Krieg war Patroni noch einflussreich. Als Massimo Pallottino, seit 1946 auf dem Lehrstuhl für Etruskologie an der Universität Rom, in seinem 1947 erschienenen Werk L'origine degli Etruschi seine bereits 1942 vorgetragene Forderung, sich von metaphysischen Annahmen zu verabschieden und sich an die wissenschaftlichen Daten zu halten, griff ihn Patroni scharf an, denn er verlor nach seiner Meinung die Frage nach dem Ursprung aus den Augen. 1951 konnte Patroni seine überarbeitete Ausgabe des Textes von 1937 an den genannten Stellen ohne jede Änderung erneut publizieren.
Nach ihm ist das Museo Civico Archeologico „Giovanni Patroni“ in Pula, Cagliari benannt.

## Veröffentlichungen (Auswahl)
- Di una nuova orientazione dell' archeologia nel più recente movimento scientifico, in: Rendiconti della Accademia dei Lincei Ser. 5, 8 (1899) 221–240.
- Scavi e scoperte archeologiche nell'Italia del Nord, Accademia Nazionale dei Lincei, Rom 1908.
- Architettura preistorica generale ed italica. Architettura etrusca, Istituto italiano d’arti grafiche, Bergamo 1941.
- La preistoria, 2 Bde., Vallardi, Mailand 1937 (= Storia politica d’Italia dalle origini ai giorni nostri), 2. Auflage aggiornata e riveduta, Vallardi, Mailand 1951 (= Storia politica d’Italia dalle origini ai giorni nostri Bd. 1, T. 1–2).
- Commenti mediterranei all'Odissea di Omero, Marzorati, Mailand 1950.
- Studi di mitologia mediterranea ed omerica, Hoepli, Mailand 1951.